# Tropomodulina

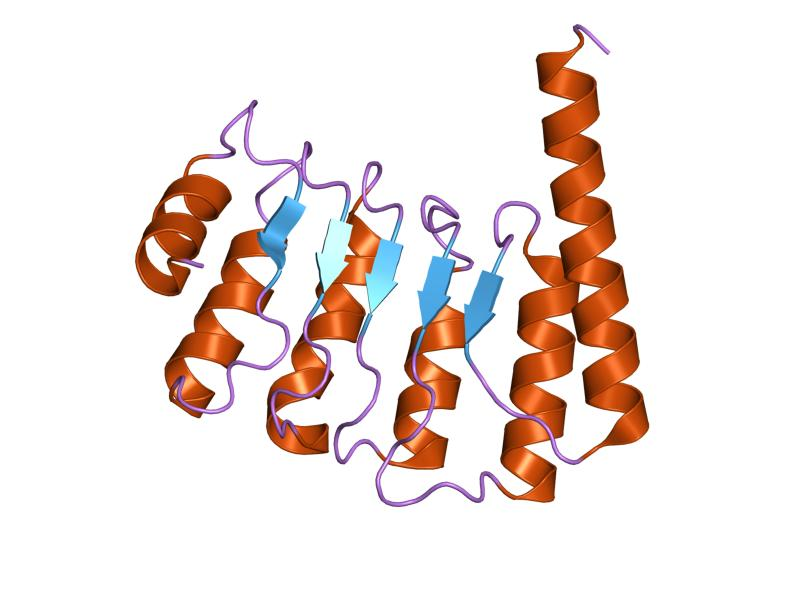
Domínio C-terminal de uma tropomodulina.

A tropomodulina é uma proteína de capeamento de actina que atua na presença da tropomiosina para inibir a elongação e despolimerização dos microfilamentos por bloqueio do extremo (-) do polímero. A função da proteína é bloquear fisicamente a dissociação espontânea dos monómeros de actina unidos à ADP no extremo (-) da fibra de actina. A sua presença é especialmente conspícua em associação com a actina dos filamentos delgados do músculo estriado. Em ensaios sobre o tecido embrionário de frango, a inactivação da tropomodulina por adição de anticorpos específicos produz uma clara elongação dos microfilamentos no seu extremo (-), e uma redução na capacidade de contração celular; isto sugere qual a sua função em ambos os processos: a contração muscular e o controlo da longitude da actina F. Em humanos foram descritos quatro genes que codificam tropomodulinas, entre os quais: TMOD1, TMOD2, TMOD3 e TMOD4.